# 小爾朱氏
小爾朱氏（しょうじしゅし、生没年不詳）は、北魏の東海王元曄の皇后。爾朱兆の娘。諱は不詳で、爾朱栄の娘の大爾朱氏（爾朱兆の従姉妹）に対して小爾朱氏と呼ばれる。

## 生涯
530年、夫の長広王元曄が皇帝として擁立され、爾朱氏も皇后となった。しかし元曄は宗室の傍系からの即位で、人望にも欠如していた。4か月後、元曄は爾朱世隆らによって廃された。532年12月26日、元曄は孝武帝により後難を除くべく殺害された。その後、爾朱氏は高歓の側妻となった。537年、男子の高湝を産んだ。
爾朱氏はその後、高歓の異母弟の趙郡公高琛と姦通した。高琛は杖で打たれて死んだ。爾朱氏は霊州に追放され、のちに范陽の盧景璋と再婚した。

## 子女
- 任城王 高湝（高歓との子）

## 伝記資料
- 『北史』巻14 列伝第2 后妃下「小爾朱者，兆之女也。初為建明皇后。神武納之，生任城王。未幾，與趙郡公琛私通，徙於霊州。後適范陽盧景璋。」